# 恰吉爾
49°12′52″N 29°19′45″E / 49.21444°N 29.32917°E
恰吉爾（烏克蘭語：Чагів），是烏克蘭的村落，位於該國西南部文尼察州，由文尼察區負責管轄，始建於1734年，面積3.07平方公里，海拔高度242米，2001年人口836，人口密度每平方公里272.14人。